# Artillerie de Danville
L'artillerie de Danville est une compagnie d'artillerie de campagne dans l'armée des États confédérés, au sein de l'armée de Virginie du Nord pendant la guerre de Sécession. On s'y réfère également de façon informelle à une batterie, bien que cette référence est rarement utilisée pendant la guerre.
Formé à l'origine à Danville et dans les environs de la région du comté de Pittsylvania en Virginie, sous le commandement du capitaine Lindsay M. Shumaker, l'artillerie de Danville entre en service le 22 avril 1861. Ayant son baptême du feu lors de la campagne perdue de Virginie occidentale, la compagnie participe à la campagne de Cheat Mountain du général Robert E. Lee et la campagne de la vallée de la Shenandoah du général Stonewall Jackson, et sert ensuite dans le bataillon du commandant L. M. Shumaker et du commandant D. G. McIntosh de l'armée de Virginie du Nord.
Réorganisé le 21 avril 1862, avec le capitaine George W. Wooding en tant que commandant, la batterie combat d'abord sous les ordres de Jackson dans la vallée de Shenandoah. Après la campagne de la vallée, la batterie suit Jackson pendant une autre année de batailles.
À la suite de la bataille d'Antietam, les rangs de la batterie sont complétés lorsque les hommes et les équipements du Eighth Star New Market Artillery dissout rejoint les rangs. À la suite de la réorganisation, la batterie est à nouveau en action à Fredricksburg, où le capitaine Wooding est tué, et jusqu'au dernier grand exploit tactique de Stonewall Jackson à Chancellorsville.
Sous le commandement de Robert S. Rice, la batterie continue de subir de lourdes pertes à chaque bataille alors que la guerre continue. La batterie prend une part active dans les campagnes de l'armée, de la bataille des sept jours jusqu'à Cold Harbor et à la bataille de Gettysburg, où elle engage des forces fédérales avec ses pièces d'artillerie Napoléon et Whitworth lors du premier et du deuxième jour de la bataille.
À Gettysburg, l'artillerie de Danville est la première batterie sur la gauche avec le bataillon d'artillerie de McIntosh, de artillerie de réserve du colonel Walke de la division de Pender du troisième corps du lieutenant-général A. P. Hill de l'armée de Virginie du Nord. Elle est également impliquée dans le siège de Petersburg au sud du fleuve James. La batterie termine son activité sous le commandement du capitaine Berryman Z. Price.
Le 9 avril 1865, elle se rend avec 4 officiers et 79 hommes à Appomattox.
Elle rend compte de 1 tué et 3 blessés à Gaines' Mill et Malvern Hill, a 2 tués et 3 blessés lors de la campagne du Maryland (Sharpsburg), et perd 13 blessés à Fredericksburg. L'unité a 3 blessés sur les 114 engagés à Gettysburg et 8 blessés au cours de la campagne de Bristoe. Les capitaines Berryman Z. Price, R. Sidney Rice, Lindsay M. Shumaker, et George W. Wooding ont été ses commandants.
La batterie d'artillerie de Danville actuelle est en service depuis l'été 2003, et est composée de 3 canons de campagne et de matériel de campement, avec plus de 20 reconstitueurs et un camion M109A3 Deuce and a half Pandora's Box.

## Monuments et marqueurs
Le marqueur de l'artillerie de Danville (compagnie de Rice) sur le parc militaire national de Gettysburg, est situé sur la Confederate Avenue, près de l'actuelle armurerie de la garde nationale de l'armée de Pennsylvanie, sur les deux côtés de la route.